# Ibrahima N'Diaye
Ibrahima Mame N'Diaye (Dakar, 1º febbraio 1994) è un calciatore senegalese, attaccante del Dečić.

## Carriera

### Club
Il 1º settembre 2012 viene acquistato a titolo definitivo dalla squadra serba del Napredak Kruševac.

### Nazionale
Ha giocato nella nazionale senegalese Under-17.

## Palmarès

### Club

#### Competizioni nazionali
- Prva Liga Srbija: 2

Napredak Kruševac: 2012-2013, 2015-2016
- Coppa del Montenegro: 1

Dečić: 2024-2025